# Polyplectropus bradleyi
Polyplectropus bradleyi is een schietmot uit de familie Polycentropodidae. De soort komt voor in het Australaziatisch gebied.